# Musikjahr 1579
Liste der Musikjahre

◄◄ | ◄ | 1575 | 1576 | 1577 | 1578 | Musikjahr 1579 | 1580 | 1581 | 1582 | 1583 | ► | ►►

Weitere Ereignisse
Dieser Artikel behandelt das Musikjahr 1579.

## Ereignisse

### Heiliges Römisches Reich

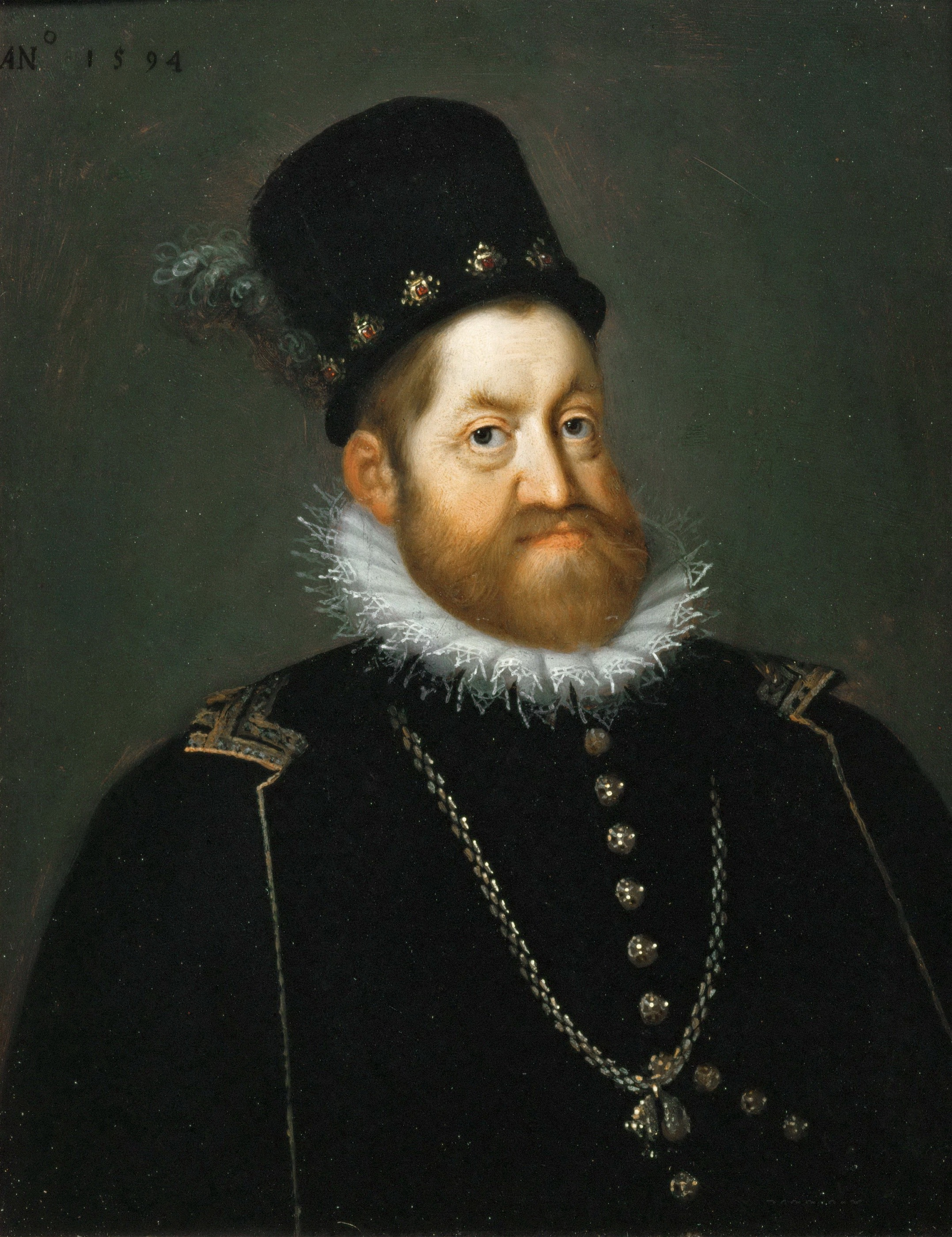
Rudolf II., gemalt von Joseph Heintz d. Ä. (1594)

#### Hofkapelle von Rudolf II.
- Carl Luython, der seit 1566 Chorknabe in der Hofkapelle von Kaiser Maximilian II. war und nach Eintreten des Stimmbruchs offenbar bis 1575 zu einem Studienaufenthalt in Italien weilte, wirkt nach seiner Rückkehr nach Wien wieder in der Hofkapelle und wird ab dem 18. Mai 1576 als „Cammer musicus“ mit einem Monatsgehalt von zehn Gulden in den dortigen Akten geführt.
- Jakob Regnart, der seit 1568 für eine etwa zweijährige Studienreise in Italien weilte, ist seit 1. November 1570 Präzeptor (Musiklehrer) der Kapellknaben der Hofkapelle. 1579 werden in Nürnberg seine Der dritte Theyl Schöner Kurtzweiliger Teutscher Lieder zu drei Stimmen veröffentlicht.
- Philippe de Monte ist seit 1568 als Nachfolger von Jacobus Vaet Kapellmeister der Hofkapelle Maximilians II. in Wien. Nach dem Tod von Maximilian II. am 12. Oktober 1576 hatte ihm sein Nachfolger Rudolf II. die Position eines Kanonikus an der Kathedrale von Cambrai zuerkannt. Danach ersuchte Philippe de Monte seinen Dienstherrn darum, sich in den Ruhestand nach Cambrai zurückziehen zu dürfen, was Rudolf II. jedoch ablehnte. 1579 veröffentlichte er in Antwerpen seine Missa ad modulum „Benedicta es“ zu sechs Stimmen und seine Sacrarum cantionum […] liber quintus zu fünf Stimmen.

#### Bayerischer Reichskreis

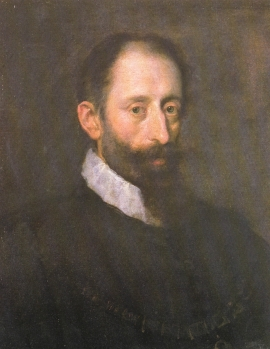
Wilhelm V., Gemälde von Hans von Aachen (um 1596)

##### Herzogtum Bayern
- Gregor Aichinger, der 1577 im Knabenalter nach München gegangen war und Schüler von Orlando di Lasso wurde, studiert ab 1578 an der Universität Ingolstadt. Dort tritt er in Kontakt mit seinem Studienkollegen Jakob Fugger, dem späteren Fürstbischof von Konstanz. Aichinger erhält durch diese Begegnung, Kontakte zu weiteren Mitgliedern der Familie Fugger, denen er später zahlreiche seiner Werke widmen wird.
- Franciscus Florius hat seit Herbst 1556 in München an der Hofkapelle von Herzog Albrecht V. eine Anstellung als Hofbassist. Neben seiner Tätigkeit als Sänger ist Florius, zusammen mit dem Hofkopisten Johannes Pollet, auch als Notenkopist eingesetzt. Nach dem Ausscheiden Pollets 1571 ist er zum Hauptkopisten aufgestiegen; diese Stellung hat er bis zu seinem Tod 1588 inne.
- Johannes de Fossa ist seit dem letzten Vierteljahr 1559 Vizekapellmeister der Münchner Hofkapelle. In den vorhandenen Dokumenten wird Fossa allerdings weiterhin nur als Tenorist bezeichnet. Seit 1571 hat er die Aufsicht über die Chorknaben der Kapelle und hat ihnen in seinem Haus Kost und Unterkunft zu geben.
- Giovanni Gabrieli ist in den Jahren 1575 bis 1579 Schüler von Orlando di Lasso.
- Vincenzo Galilei, der Anfang der 1570er Jahre nach Florenz übersiedelte und sich ganz der Musik widmete, ist 1578/1579 in München am Hof von Albrecht V. Sein Sohn Michelangelo Galilei ist dort Hofmusiker.
- Antonius Gosswin ist seit 1570 ein Angestellter der Hofkapelle von Wilhelm von Bayern und seit seiner Rückkehr 1576 vom Reichstag in Regensburg Organist an der Kirche St. Peter. Als Herzog Albrecht am 24. Oktober 1579 verstirbt, kommt es danach zu einer personellen Verkleinerung der Hofhaltung und Antonius Gosswin wird entlassen. Kurz darauf wird er Mitglied der Kapelle von Prinz Ernst, Bischof von Freising, einem Sohn von Herzog Albrecht.
- Gioseffo Guami, der sich zwischen 1550 und 1560 in Venedig aufgehalten haben und dort Schüler von Adrian Willaert und Annibale Padovano gewesen sein soll, wirkt seit 1568 in München, wo er zum Hoforganisten berufen wird. Guami wirkt hier bis etwa 1579.
- Orlando di Lasso ist seit 1563 Kapellmeister der Münchner Hofkapelle. Zu Orlandos Aufgaben gehören u. a. Reisen durch Europa zur Anwerbung neuer Musiker, die Unterrichtung der Chorknaben, die teilweise sogar in seiner Familie leben, Proben mit den Musikern und die Komposition zahlreicher neuer Werke. Nach dem Tod Albrechts V. 1579 erhält der Komponist von Kurfürst August von Sachsen 1580 das Angebot, als Kapellmeister an dessen Hof in Dresden zu kommen. Abgesehen von konfessionellen Erwägungen stützt sich Orlandos Ablehnung auf seine komfortable finanzielle Situation in München und womöglich auch auf sein vorgerücktes Alter. In den vorausgegangenen zehn Jahren hat er bereits ein hervorragendes Verhältnis zu Albrechts Nachfolger Wilhelm V. entwickelt; dieser sorgte auch ab 1573 für die Herausgabe einer eindrucksvollen Reihe großformatiger Chorbücher mit Orlandos Messen, Offizien, Lesungen und Magnificats in den erwähnten Patrocinium musices.

#### Burgundischer Reichskreis

##### Markgrafschaft Antwerpen
- Séverin Cornet, der seit 1564 in Mechelen an der St.-Rombouts-Kathedrale tätig war, ist seit 1572 der Nachfolger von Gérard de Turnhout als Kapellmeister der Kathedrale von Antwerpen.

##### Herrlichkeit Mechelen
- Jan van Turnhout, der vielleicht der jüngere Bruder von Gérard de Turnhout ist, ist seit dem 9. August 1577 Kapellmeister der Stiftskirche Saint-Rombaut in Mecheln.

##### Herzogtum Limburg
- Ludovicus Episcopius, der am 18. Oktober 1577 in seine frühere Stellung als Kapellmeister und Kantor an der Kollegiatkirche St. Servatius in Maastricht zurückgekehrt ist, wirkt hier für knapp fünf Jahre.

##### Grafschaft Flandern
- George de La Hèle, der seit 1572 als Chorleiter an der Kirche St. Rombaut in Mecheln gewirkt hatte, ist in dieser Funktion seit 1574 an die Kathedrale von Tournai tätig.
- Andreas Pevernage, der vom 17. Oktober 1563 bis 1577 Kapellmeister an der Kirche Notre-Dame in Courtrai war und 1564 zusätzlich eine Pfründe an Sankt Willibrordus in Hulst erhalten hatte, wechselt 1578 an die Kirche St. Jakob in Brügge, weil Courtrai kurzzeitig unter die Herrschaft der Calvinisten gerät. Zwischen 1578 und 1585 wird die Arbeit Pevernages aber auch in Brügge immer wieder durch die kriegerischen Auseinandersetzungen zwischen den Konfessionen beeinträchtigt.

##### Grafschaft Holland
- Jan Pieterszoon Sweelinck, der älteste Sohn des Organisten Pieter Swibbertszoon und seiner Frau Elske Jansdochter Sweeling, lebt in Amsterdam und wirkt nach Aussage von Sweelincks Schüler und Freund Cornelis Plemp seit dem Jahr 1577 als Organist an der Oude Kerk. Nach Johann Mattheson ist er „schon in der Jugend, wegen seiner netten Fingerführung auf der Orgel, und überaus artigen Manier zu spielen, sonderlich berühmt“.[1]

#### Fränkischer Reichskreis

##### Markgraftum Brandenburg-Ansbach
- Johannes Eccard, der von Jakob Fugger als Organist nach Augsburg berufen wurde, wirkt hier bis längstens 1579. Noch in diesem Jahr wechselt er nach Königsberg in die Dienste des Markgrafen Georg Friedrich von Ansbach, der ihn für seine Hofkapelle engagiert. Hier wird er Assistent von Teodoro Riccio.
- Teodoro Riccio, der nach seiner Ausbildung als Kirchenmusiker als Kapellmeister der Kirche Santa Nazaro in seiner Heimatstadt Brescia tätig war, ist seit 1575 Hofkapellmeisters in Ansbach und folgt seinem Dienstherren nach Königsberg, da dieser vom polnischen König Stephan Báthory, dem damaligen Lehnsherrn Preußens, mit dem Herzogtum belehnt wurde. 1579 veröffentlicht er in Königsberg 19 Magnificats zu vier, fünf, sechs und acht Stimmen und das erste Buch seiner Messen zu vier, fünf und sechs Stimmen.

##### Reichsstadt Nürnberg
- Leonhard Lechner, der bis zirka 1570 als Sängerknabe am bayerischen Hof zu Landshut angestellt war, hält sich spätestens seit 1575 in Nürnberg auf. Hier hat er bis 1584 das untergeordnete Amt eines „Schulgehilfen“ an der St.-Lorenz-Schule inne. Sein Nürnberger Wirken ist durchaus von Anerkennung und Erfolgen begleitet; auch bieten ihm die 1568, 1571 und 1577 gegründeten privaten Zirkel musikliebender Nürnberger Patrizier (Sodalicium musicum) ein finanziell wie künstlerisch lohnendes Betätigungsfeld. 1578/79 wird sein Sohn Gabriel (1578/79–1611) geboren. Lechner veröffentlicht in diesem Jahr in Nürnberg seine Neue Teutsche Lieder. Ernstlich durch […] Jacobum Regnart […] Componirt mit drey stimmen, nach art der Welschen Villanellen […] con alchuni madrigali in lingua italiana. Ferner bearbeitet er die 1576 bis 1579 in Nürnberg gedruckte Liedersammlung seines Zeitgenossen Jakob Regnart.

#### Kurrheinischer Reichskreis

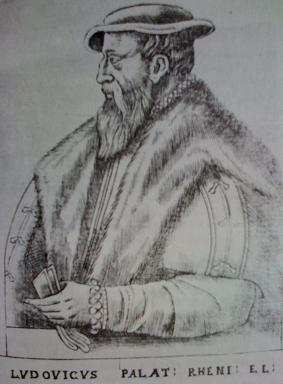
Kurfürst Ludwig VI. von der Pfalz

##### Kurpfalz
- Mathias Gastritz, der am 22. Dezember 1561 zum Organisten der Stadt Amberg bestellt wurde, wirkt fast 30 Jahre lang in den Diensten der Stadt.
- Johann Knöfel ist 1579 Kapellmeister des pfalzgräflichen Kurfürsten zu Heidelberg Ludwig VI.

#### Niederrheinisch-Westfälischer Reichskreis

##### Vereinigte Herzogtümer Jülich-Kleve-Berg
- Martin Peudargent ist Hofkomponist in den Diensten von Wilhelm V. von Jülich-Kleve-Berg.

#### Niedersächsischer Reichskreis

##### Erzstift Magdeburg
- Leonhart Schröter, der von 1561 bis 1576 als Stadtkantor in Saalfeld gewirkt hatte, ist seit 1576 Kantor an der Altstädter Lateinschule in Magdeburg, wo er bis zu seiner Emeritierung 1595 verbleibt.

##### Fürstentum Braunschweig-Wolfenbüttel
- Sethus Calvisius, der seit 1572 in Magdeburg zur Schule ging, besucht ab 1579 zunächst die Universität Helmstedt.
- Johann Zanger der Ältere, der seit 1553 Pfarrer an der Petrikirche in Braunschweig war, ist seit 1571 Pfarrer an der Martinikirche, seit 1577 Stellvertreter des Stadtsuperintendenten.

##### Hamburg
- Jacob Praetorius der Ältere, der wahrscheinlich in seiner Heimatstadt Magdeburg Unterricht von Martin Agricola erhielt, ist von 1555 bis zu seinem Tod 1586 als Organist und Kirchenkomponist an zwei Kirchen in Hamburg nachweisbar.

#### Obersächsischer Reichskreis

##### Fürstentum Anhalt
- Gallus Dreßler wirkt ab 1575 – nachdem 1574 die Philippisten unter Kurfürst August von Sachsen aus Sachsen vertrieben wurden – als Diakon an der St.-Nikolai-Kirche in Zerbst, in diesem Amt scheint er 1581 verstorben zu sein.

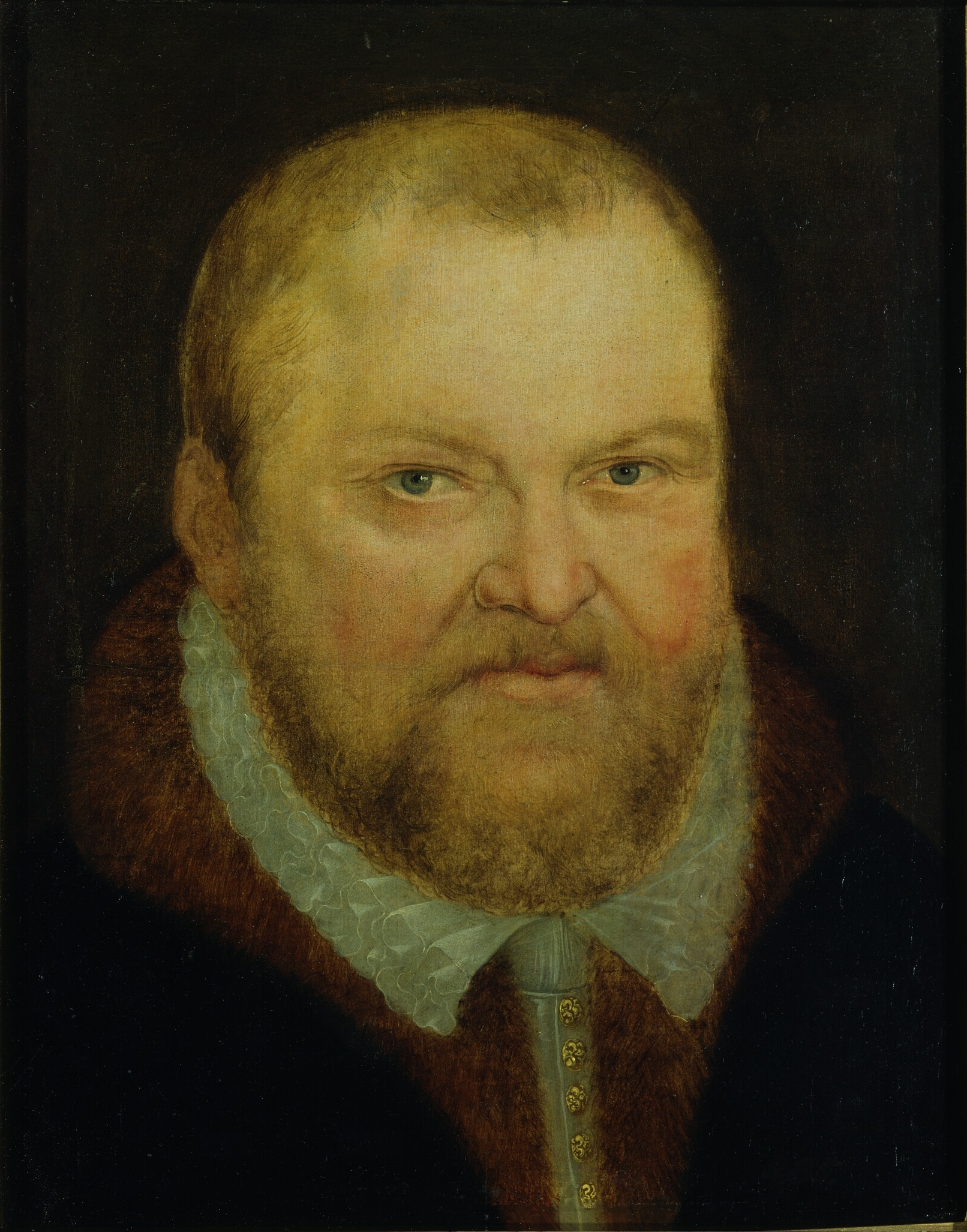
August von Sachsen (Gemälde von Lucas Cranach d. J., um 1550)

##### Kurfürstentum Sachsen
- Elias Nikolaus Ammerbach, der von 1548 bis 1549 an der Universität Leipzig studiert hatte, wirkt danach, vermutlich bis an sein Lebensende 1597, als Thomasorganist an der Thomaskirche.
- Joachim a Burck, der ab 1563 Kantor an der Lateinschule in Mühlhausen war, ist seit 1566 Organist an der Kirche Divi Blasii in Mühlhausen. Daneben ist er als Geschichtsschreiber und öffentlicher Notar tätig.
- Philipp Dulichius ist 1579 an der Universität Leipzig eingeschrieben.
- Wolfgang Figulus ist von 1551 bis zu seiner Pensionierung 1588 Kantor und Lehrer an der Fürstenschule in Meißen. Er unterrichtet die Fächer Musik, Latein und Religion und sorgt für die musikalische Gestaltung der Gottesdienste in der Afrakirche.
- Rogier Michael, der von 1572 bis 1574 die Stelle eines Tenorsängers in Ansbach an der Hofkapelle von Markgraf Georg Friedrich von Brandenburg-Ansbach bekleidete, ist seit 1. Februar 1575 – auf Empfehlung von Aemilia von Sachsen, der Schwester von Kurfürst August von Sachsen – Sänger und Musiker an der Dresdener Hofkapelle.
- Antonio Scandello, der seit 1566 Vizekapellmeister der Dresdner Hofkapelle war und als „zugeordneter Moderator“ dem altersschwachen Mattheus Le Maistre unterstand, ist seit 1568 Hofkapellmeister und übt diese Aufgabe bis zu seinem Tod 1580 aus.
- Nikolaus Selnecker, der seit dem Jahreswechsel 1573/74 wieder Professor in Leipzig ist, ist seit 1576 zusätzlich Pfarrer an der Thomaskirche und Superintendent, dazu auch Domherr am Meißner Dom.

##### Mark Brandenburg
- Bartholomäus Gesius, Sohn eines Ackerbürgers und Ratsherrn, studiert zwischen 1578 und 1585 an der Viadrina in Frankfurt (Oder).
- Thomas Mancinus, der seit Februar 1576 als Komponist und Kapellmeister in Güstrow wirkte, ist von 1579 bis 1581 Tenorist in der Hofkapelle in Berlin.

#### Österreichischer Reichskreis

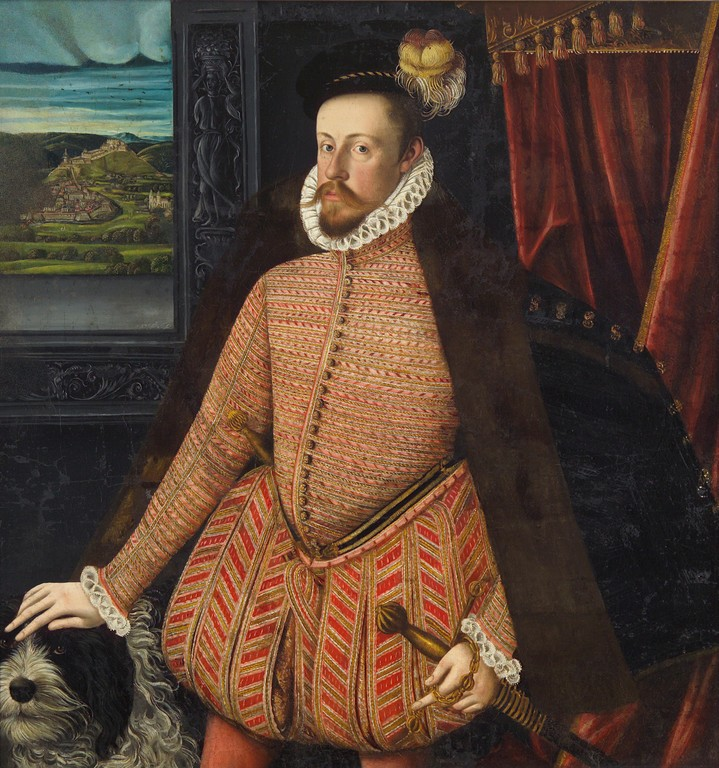
Erzherzog Karl II.

##### Erzherzogtum Österreich
- Blasius Amon ist seit ca. 1568 Sängerknabe an die Hofkapelle von Erzherzog Ferdinand II. in Innsbruck. Er erhält unter den Kapellmeistern Wilhelm Bruneau (tätig von 1564 bis 1584) und Alexander Utendal (tätig von 1564 bis 1581) eine gründliche musikalische Ausbildung, die er auf Studienreisen vervollkommnet. Vor allem sein Aufenthalt in Venedig von 1574 bis 1577 hinterlässt in seinem Schaffen Spuren. Er bringt nicht nur die dort üblichen Modulationen, sondern auch die venezianische Doppelchörigkeit in seine Heimat mit.
- Simone Gatto, der seit 1568 am Hof in München als Posaunist wirkte, setzt seine berufliche Laufbahn seit 1572 in Graz fort. In der dortigen Hofmusikkapelle wirkt er zunächst als Bläser.
- Lambert de Sayve, der seit dem 1. Februar 1569 das Amt eines Singmeisters an der Abtei Melk hatte, wirkt seit 1577 in der Grazer Hofkapelle von Erzherzog Karl. In der Hofkapelle ist seine Funktion beschrieben als „Capeln-Singer-Knaben-Preceptor“.
- Alexander Utendal, der seit 1564 Alt-Sänger in der Kapelle von Erzherzog Ferdinand II. war, ist hier seit Ende 1572 Kapellknaben-Praezeptor und damit Vizekapellmeister. Utendal hat die Kapellknaben im Singen und im Komponieren zu unterrichten; für diese Aufgabe muss er in den folgenden Jahren mehrfach um Zuschüsse seitens der herzoglichen Hofhaltung bitten, die ihm meistens gewährt werden. Auf Kosten der Hofkasse kauft er 1579 das „Waldner Häusl“ in Innsbruck.

##### Gefürstete Grafschaft Görz
- Giorgio Mainerio, der zuvor in Udine gewirkt hatte, ist seit 1578 Maestro di cappella an der S. Chiesa d'Aquilegia in Aquileia. Während seiner letzten zehn Lebensjahre hat er gesundheitliche Probleme, so dass er öfter seinen Dienst als Kirchenpfleger zugunsten von Aufenthalten in Venedig, Ancona und bekannten Heilbädern unterbricht.

#### Schwäbischer Reichskreis

##### Fürststift Kempten
- Jacobus de Kerle, der bis 1574 in Augsburg als Domorganist tätig war und am 14. Juli 1574 um seine Entlassung aus dem Organistenamt gebeten hatte, ist wahrscheinlich im Fürststift Kempten tätig. Er widmet Fürstabt Eberhard von Stain in Kempten eine Komposition, und zusätzlich hat ihn der Abt des Klosters Weingarten mit einem Empfehlungsschreiben befürwortet. Es ist nicht überliefert, ob die Aktion erfolgreich war; für eine Kemptener Tätigkeit spricht aber, dass er erst am 28. März 1579 in das Cambraier Kapitel aufgenommen wird.

##### Herzogtum Württemberg
- Ludwig Daser ist seit 1572 und bis zu seinem Ableben 1589 Kapellmeister der Hofkapelle Stuttgart.
- Balduin Hoyoul, der im Jahr 1561 im Alter von etwa 13 Jahren als Diskant-Sänger in den Chor der Stuttgarter Hofkapelle unter Ludwig Dasers Leitung eingetreten war und 1564/65 für zwei Jahre als Schüler zu Orlando di Lasso nach München geschickt wurde, wirkt nach seiner Rückkehr wieder als Altist und Komponist der Stuttgarter Hofkapelle. Einige Mitglieder der Kapelle bekommen von ihm Kompositionsunterricht, so 1579/80 der spätere Hofkapellmeister Hans Konrad Raab.
- Simon Lohet ist seit dem 14. September 1571 Organist der württembergischen Hofkapelle in Stuttgart. Es ist auch Lohets Aufgabe, die Instrumente der Hofkapelle zu verwalten. Neben seinem Amt als Hoforganist wirkt Lohet als Lehrer eines größeren Schülerkreises.

##### Hohenzollern-Sigmaringen
- Melchior Schramm, der 1572 für zwei Jahre Organist an der neuerrichteten Stiftskirche des Damenstifts in Hall war, wird im Jahr 1574 als Organist und Hofkapellmeister an den Hof Hohenzollern-Sigmaringen berufen, wo er an dem jungen Hof unter Graf Karl II. von Hohenzollern-Sigmaringen die Hofkapelle neu aufbaut und bis 1596 leitet.

##### Reichsstadt Augsburg
- Johannes de Cleve hält sich ab April 1579 in Augsburg auf, wo er offenbar ohne Anstellung lebt. Er erfüllt seine Verpflichtungen gegenüber seinem früheren Dienstherren Karl II. und widmet ihm das Werk Cantiones seu harmoniae sacrae, erschienen 1579. Er wirkt auch bis zu seinem Tod als Musiklehrer, neben anderen Schülern auch als Lehrer des Augsburger Domkapellmeisters Bernhard Klingenstein.

##### Reichsstadt Dinkelsbühl
- Michael Tonsor wirkt von ungefähr 1567 bis 1588 als Organist an der St. Georgskirche in Dinkelsbühl.

#### Nicht eingekreiste zum Heiligen Römischen Reich zugehörige Territorien und Stände

##### Alte Eidgenossenschaft
- Samuel Mareschall, der sich für die Jahre 1576 und 1577 an der Universität Basel zum Studium eingeschrieben hatte, ist seit 1577 als Nachfolger von Gregor Meyer Organist am Basler Münster; im gleichen Jahr wurde Mareschall an der Universität zum professor musices berufen. Zusätzlich bekommt er eine Anstellung als Musiklehrer am Gymnasium am Münsterplatz und am Collegium Alumnorum. Es gehört auch zu seinen Aufgaben, wöchentlich mit den Schülern des Gymnasiums und den Alumnen Übungsstunden („musices exercitia“) für den Kirchengesang am Münster abzuhalten.

##### Herzogtum Mailand
- Marc’Antonio Ingegneri, der wahrscheinlich bei Cyprian de Rore in Parma und bei Vincenzo Ruffo in Verona studiert hatte, lebt in Cremona und erwirbt sich dort einen guten Ruf als Komponist und Instrumentalist. Er ist möglicherweise Organist und ist als Streicher nachgewiesen.
- Benedetto Pallavicino ist in seiner Jugendzeit nach Aussage seines Zeitgenossen Giuseppe Bresciani (1599–1670) Organist an verschiedenen Kirchen der Provinz Cremona tätig; er könnte dort bei Marc’Antonio Ingegneri studiert haben. Seine erste Veröffentlichung, ein Buch mit vierstimmigen Madrigalen, widmet er im Jahr 1579 der Accademia Filarmonica di Verona.

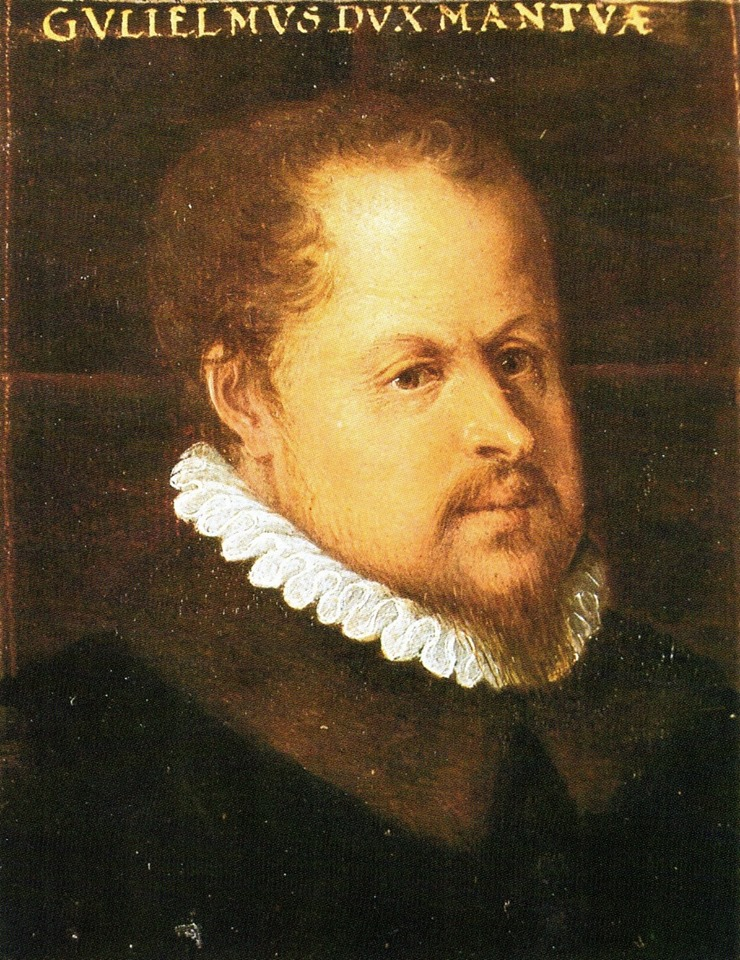
Guglielmo Gonzaga

##### Herzogtum Mantua
- Ippolito Baccusi ist ab etwa 1576 bis 1589 als Kapellmeister am Dom zu Mantua tätig.
- Giovanni Giacomo Gastoldi, der in Mantua als Chorknabe an der Basilika Santa Barbara seine musikalische Ausbildung erhielt, Theologie studierte und seit 1572 Subdiakon war, ist seit 1574 Diakon und seit 1575 Priester. Gastoldi erhält Pfründe, damit verbunden ist die Verpflichtung, den Chorknaben Gesangsunterricht zu geben. Als Mitglied der Kapelle beteiligt er sich an der Komposition des vom Herzog Guglielmo Gonzaga (der sich auch selber als Komponist betätigt) gewünschten Repertoires.
- Giaches de Wert, der von 1563 bis 1565 den Dienst eines Kapellmeisters für die kaiserlichen Gouverneure in Mailand versehen hatte, wirkt spätestens seit September 1565 als Kapellmeister an der neu gebauten Basilika Santa Barbara in Mantua, der Hofkirche der Gonzaga-Herzöge, nachdem er dorthin für das erste Barbara-Fest am 4. Dezember 1564 eine neue von ihm komponierte Messe geschickt hatte. In dieser Stellung bleibt er bis zu seinem Tod. Er ist auch als prefectus musicorum für die weltliche Musik am Hof von Herzog Guglielmo Gonzaga in Mantua zuständig.

##### Herzogtum Modena und Reggio
- Bernardino Bertolotti ist Hofmusiker der Familie Este in Ferrara. „Er war als Instrumentalist am Hof von Ferrara von Dezember 1578 bis zu dessen Auflösung Anfang 1598 angestellt.“[2]
- Girolamo Diruta ist seit 1574 Mitglied des Minoritenklosters in Correggio. Er erhält seine musikalische Ausbildung zum Organisten von Batista Capuani.
- Luzzasco Luzzaschi, der seit Mai 1561 Organist und seit 1564 herzoglicher Hoforganist am Hof des Herzogs Alfonso II. d’Este war, ist seit 1574 – als Nachfolger Afonso della Violas (auch dalla Viola genannt) – Leiter der Instrumentalmusik des Herzogs von Ferrara. Seit 1572 bekleidet er zusätzlich das Organistenamt am Ferrareser Dom.
- Tiburtio Massaino, der seit 1571 maestro di cappella von Santa Maria del Popolo in Rom war, wirkt in Modena und veröffentlicht 1579 seine Trionfo di musica … libro primo zu sechs Stimmen.

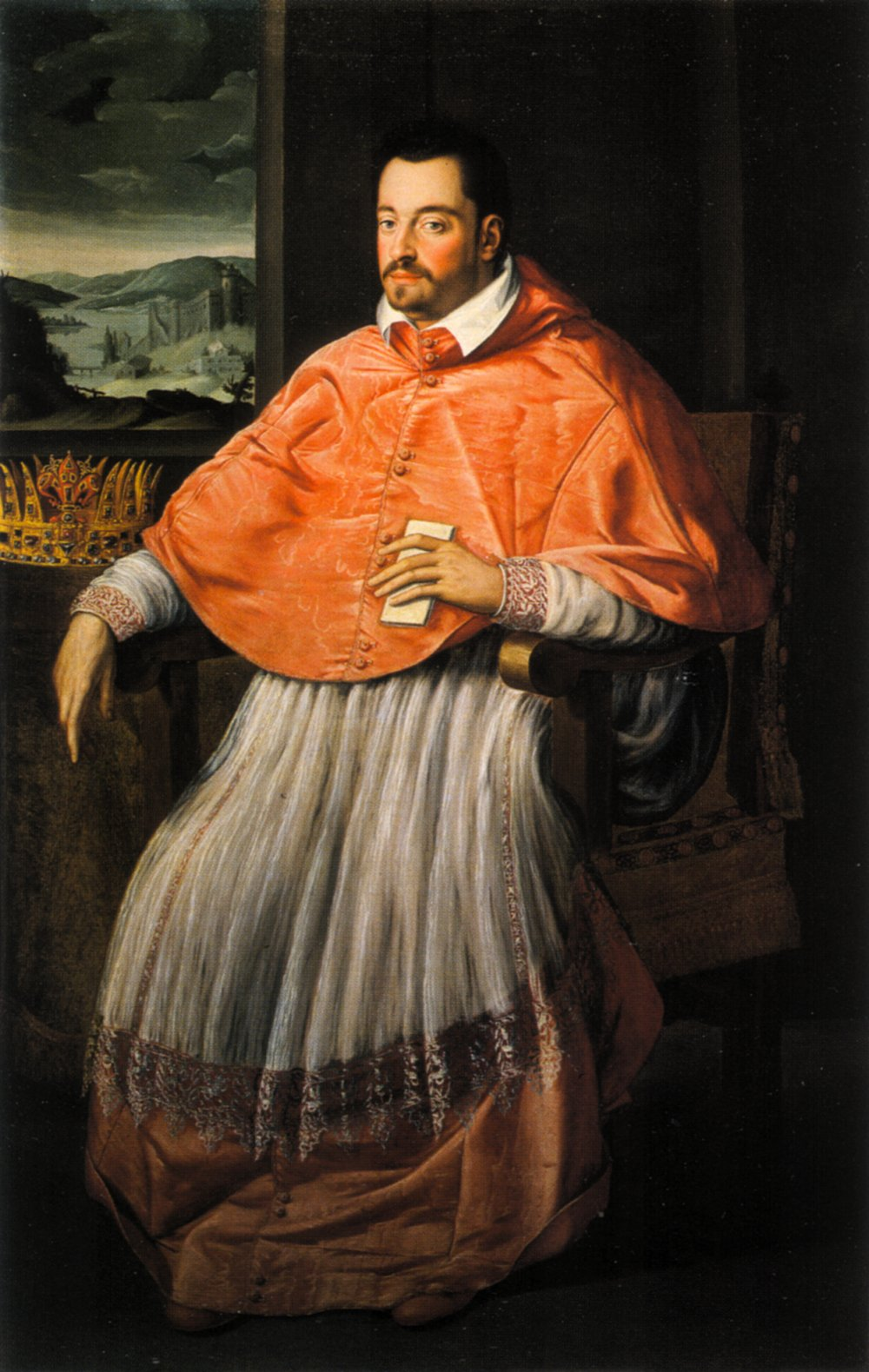
Ferdinand I. de Medici

##### Herzogtum Toskana
- Paolo Aretino, der bis 1547 als Kantor am Dom von Arezzo gewirkt hat, ist danach bis zu seinem Tode im Jahr 1584 an Santa Maria della Pieve, ebenfalls in Arezzo, tätig.
- Giulio Caccini, der wahrscheinlich Mitglied im Knabenchor der Cappella Giulia des Petersdoms und von Oktober 1564 bis November 1565 Gesangsschüler von Giovanni Animuccia war, wirkt seit dem 29. April 1566 am Hof des Großherzogs Ferdinando I. de’ Medici in Florenz. 1579 ist Caccini als Sänger-Solist und Instrumentalist bei Hochzeits-Intermedien am Hof der Familie de’ Medici beteiligt.
- Cristofano Malvezzi, der seit 1571 als Kapellmeister am Baptisterium San Giovanni gewirkt hatte, ist seit 1574 – in der Nachfolge seines Vaters – Organist an der Basilica di San Lorenzo.
- Giovanni Piero Manenti, der im Juni 1571 – nach dem Tode von Francesco Corteccia – Kapellmeister an S.Giovanni geworden war, dieses Amt aber bereits nach sechs Monaten niedergelegt hatte, ist Organist an der Kathedrale von Florenz, ein Amt, das er bis zu seinem Tod 1597 ausübt. Manenti ist ebenfalls als Musiker am Hof der Medici tätig und komponiert zumindest ein Werk für die „Compagnia di S.Giovanni Evangelista“ in Florenz.
- Alessandro Striggio der Ältere, der aus einem Aristokratengeschlecht entstammt, hält sich vermutlich in Florenz auf, wo er um 1560 die ersten Kontakte zu den Medici geknüpft hatte. In den 1570er-Jahren schließt er eine Freundschaft mit Vincenzo Galilei. Ob er auch Mitglied der Florentiner Camerata war, ist nicht geklärt.

##### Königreich Böhmen
- Szymon Bar Jona Madelka lebt seit ungefähr 1575 in Pilsen, wo er Mitglied der Fleischerzunft ist. Später wird er Zunftmeister, Ratsherr der Stadt und Kantor.
- Jan Trojan Turnovský, der sich 1564 an der Karls-Universität Prag immatrikuliert hatte, wirkt ab etwa 1579 als utraquistischer Pfarrer an verschiedenen Orten.

### Königreich England und Irland

#### Chapel Royal von Elisabeth I.
- John Bull, der 1573 Kapellknabe an der Hereford Cathedral war, ist wahrscheinlich schon seit 1574 Mitglied der Children of the Chapel Royal, wo der Organist John Blitheman sein Lehrer wird.
- William Byrd ist seit 1570 „Gentleman of the Chapel Royal“ und übt zusammen mit Thomas Tallis das Organistenamt aus.
- William Mundy, der 1543 Mitglied im Chor von Westminster Abbey wurde und später für verschiedene Kirchengemeinden arbeitete, ist seit 1563 Mitglied der Chapel Royal, an der er bis zu seinem Tode 1591 verbleibt.
- Thomas Tallis, der 1543 zum „Gentleman of the Chapel Royal“ in London ernannt wurde, bekleidet dieses Amt in den folgenden vierzig Jahren.

#### Cambridge
- Richard Carlton studiert ab 1577 im Clare College in Cambridge.

#### London
- Peter Philips bekommt seine erste musikalische Ausbildung 1572 bis 1578 als Chorknabe an der St. Paul'sCathedral in London unter Sebastian Westcott († 1582). Er lebt bis zu Westcotts Tod 1582 in dessen Haus.

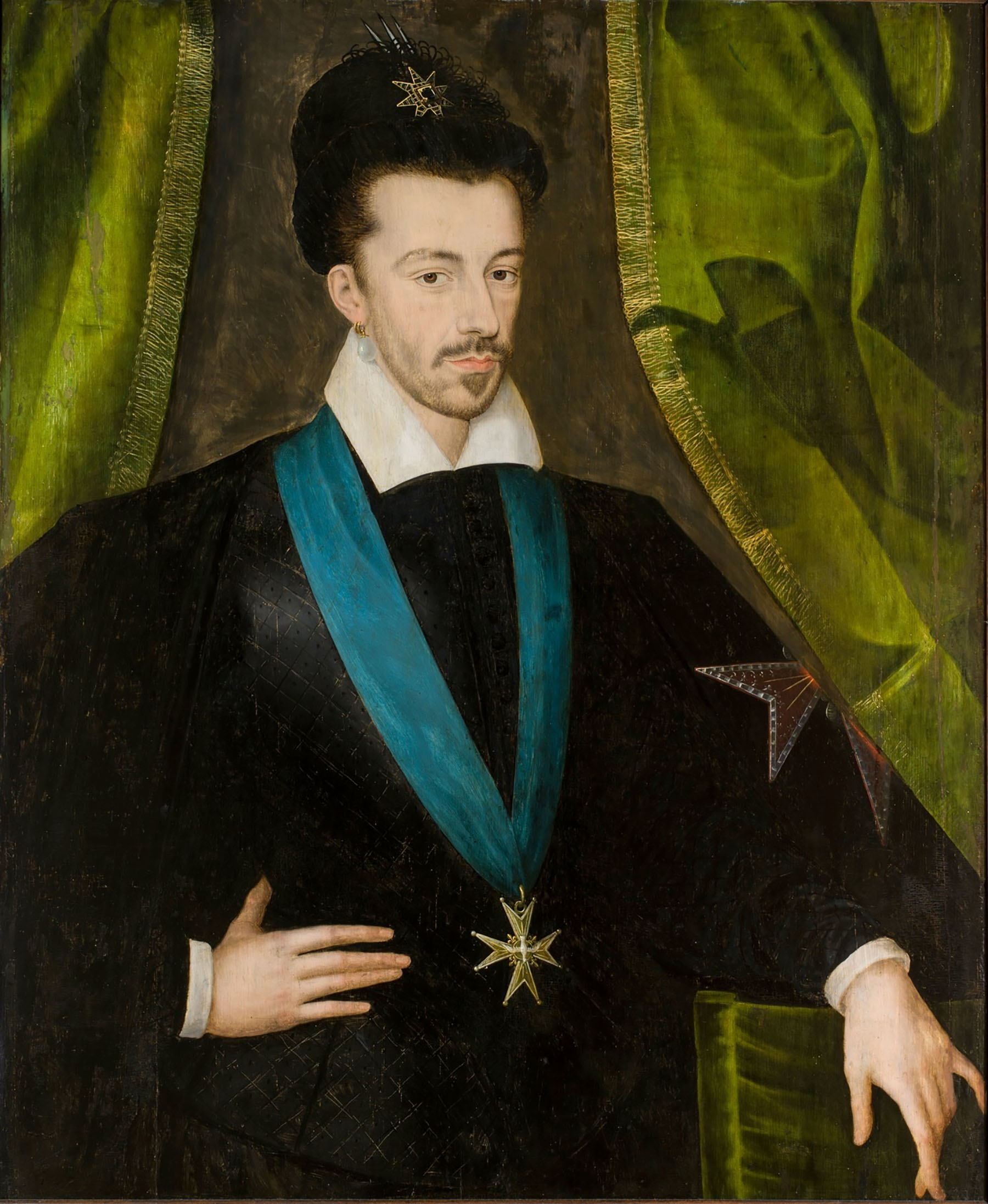
Heinrich III. (von Étienne Dumonstier, 1578)

### Königreich Frankreich

#### Chapelle Royale von Heinrich III.
- Eustache du Caurroy ist seit 1570 zunächst als Sänger im Dienst der französischen Könige Karl IX. und Heinrich III. tätig und wird bald als Komponist bekannt.

#### Évreux
- Guillaume Costeley, der nach seiner Ausbildung von 1560(?) bis 1570 Hoforganist am Hof von Karl IX. war, wirkt danach bis zu seinem Ableben 1606 in Évreux als Komponist und ist dort Mitglied der Bruderschaft Sainte Cécile.

#### Paris
- Pierre-Francisque Caroubel, der von italienischer Herkunft war, lebt seit 1576 in Paris.
- John Dowland steht von 1579 bis 1584 im Dienst Sir Henry Cobhams, des englischen Gesandten in Paris, und seines Nachfolgers Sir Edward Stafford, 3. Herzog von Buckingham.
- Adrian Le Roy lebt in Paris und ist musikalischer Leiter des von ihm mit seinem Vetter Robert Ballard 1551 gegründeten Musikverlags Le Roy & Ballard.

### Italienische Staaten

#### Herzogtum Urbino
- Leonard Meldert, der bis zum Tod des Herzogs Guidobaldo II. della Rovere in Urbino 1574 an dessen Hof aktiv war und anschließend mit großer Wahrscheinlichkeit in Ravenna in die privaten Dienste von Giulio Feltrio della Rovere, Kardinal von Urbino und Erzbischof von Ravenna, getreten war, ist seit 1578 – nach Aussage des Musikforschers F. Piperno – wieder in Urbino aktiv, und zwar als Kapellmeister der dortigen Kathedrale.

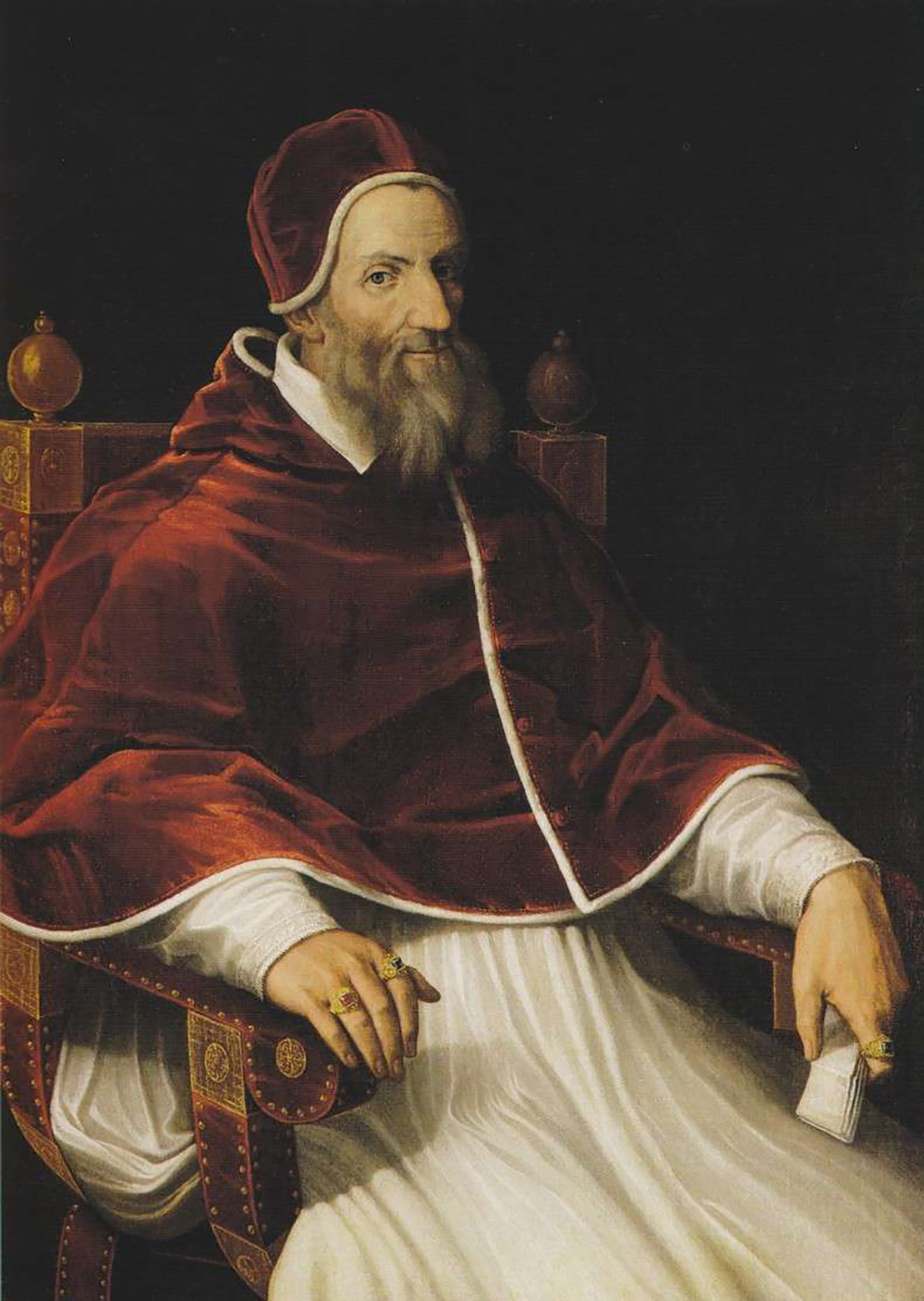
Gregor XIII.

#### Kirchenstaat
- Emilio de’ Cavalieri, der in Rom als Sohn einer aristokratischen und musikalischen Familie geboren wurde, wirkt dort als Organist und Musikdirektor von 1578 bis 1584.
- Ghinolfo Dattari erhält ab Februar 1555 in Bologna eine Anstellung als Sänger in der Kapelle von San Petronio, die er 62 Jahre lang, bis zu seinem Tode ausübt.
- Giovanni de Macque, der in jungen Jahren an der Hofkapelle in Wien als Sängerknabe ausgebildet wurde und ab 1563 seine Ausbildung am Wiener Jesuitenkolleg fortgesetzt hatte, wirkt in Rom. 1579 veröffentlicht er in Venedig seine Madrigali a quattro, a cinque et sei voci.
- Giovanni Maria Nanino, der im Sommer 1575 das Amt des Kapellmeisters von San Luigi dei Francesi angetreten hatte, wirkt seit dem 28. Oktober 1577 – nach bestandener Aufnahmeprüfung – als Tenor im Chor der renommierten päpstlichen Kapelle, der Cappella Pontificia. In der Kapelle, die vor allem in der Cappella Sistina auftritt, bleibt er bis zu seinem Tod 1607 tätig. Neben seinen Verpflichtungen als Sänger liefert er auch eigene Kompositionen (eine von der Kapelle erwünschte Fähigkeit) und übernimmt verschiedene administrative Ämter.
- Giovanni Pierluigi da Palestrina, der seit 1565 musikalischer Leiter und Lehrer des Seminario Romano, einer Ausbildungsstätte des Priesternachwuchses war, übt diese Stelle – nachdem Giovanni Animuccia Ende März 1571 verstorben war – seitdem zum zweiten Mal aus. Palestrina ist auch für die Arciconfraternita della Santissima Trinità dei Pellegrini e Convalescenti aktiv, eine damalige römische Frömmigkeitsbewegung. Eine engere Beziehung unterhält Palestrina mit dem Hof der Gonzaga in Mantua. Herzog Guglielmo Gonzaga, der einen gegenreformatorischen Mittelpunkt in Italien anstrebt und dafür in Mantua die Schlosskirche Basilika Palatina di Santa Barbara gebaut hat, hat bei Palestrina zehn Choralmessen auf der Basis einer speziell in Mantua gepflegten liturgischen Tradition bestellt. Die erste vierstimmige Alternatim-Messe erhielt er am 2. Februar 1568, die restlichen neun fünfstimmigen zwischen November 1578 und April 1579.
- Paolo Quagliati, der nach seiner musikalischen Ausbildung 1574 nach Rom gezogen ist, wirkt hier als Organist in verschiedenen Kirchen.
- Simone Verovio lebt spätestens seit 1575 in Rom.
- Tomás Luis de Victoria, der in Rom das Collegium Germanicum – das Priesterseminar der Jesuiten – absolviert hatte, hat seit 1571 als moderator musicae die Leitung der Kapelle des Collegiums in der Nachfolge von Giovanni Pierluigi da Palestrina.

#### Königreich Neapel
- Giovanni Domenico da Nola wirkt seit Februar 1563 bis zu seinem Tod als Maestro di cappella an der Basilika Santissima Annunziata Maggiore in Neapel. In dieser Funktion lehrt er auch die Mädchen des Waisenhauses der Annunziata und die Diakone des Priesterseminars Gesang.
- Antonio Valente wirkt von 1565 bis 1580 als Organist an Sant’Angelo a Nilo in Neapel.

#### Republik Venedig
- Costanzo Antegnati, der am besten bekannte Spross der verzweigten italienischen Orgelbauerfamilie Antegnati, bekommt seine musikalische Ausbildung bei Girolamo Cavazzoni und ist seit dem Jahr 1570 Orgelbau-Mitarbeiter seines Vaters Graziadio Antegnati des Älteren (1525–1590) in Brescia.
- Giovanni Matteo Asola wirkt von 1577 bis 1591 in Treviso, Vicenza und in Verona als Kapellmeister.
- Giovanni Bassano, der zuerst 1576 als Instrumentalmusiker an San Marco in Venedig in Erscheinung trat, erwirbt sich dort schnell einen Ruf als einer der besten Instrumentalisten in Venedig.
- Giovanni Cavaccio, der in seiner Jugend Sänger an der Münchener Hofkapelle gewesen sein soll und sich danach vermutlich in Venedig und Rom aufgehalten hat, wirkt seit 1576 als Sänger in Bergamo.
- Giovanni Croce wirkt seit 1565 als Chorknabe und Sänger am Markusdom in Venedig.
- Baldissera Donato ist seit 1550 als Sänger – zunächst an San Marco in Venedig – aktiv und wirkt auch in der Ausbildung der Sänger.
- Paolo Ferrarese ist in Venedig tätig.
- Andrea Gabrieli ist wahrscheinlich seit Jahresanfang 1566 als Organist an San Marco tätig, einer herausragenden Position in der Musikwelt Italiens, in der er bis zu seinem Lebensende bleiben wird. An San Marco entwickelt er, gefördert durch die einzigartige Akustik des Doms, seinen originalen Kompositionsstil der zeremoniellen Mehrchörigkeit und des konzertanten Stils, der später von seinem Neffen Giovanni Gabrieli weiter entwickelt wird.
- Florentio Maschera, der seine erste Anstellung als Organist im Kloster Santo Spirito in Isola vor Venedig erhielt, ist seit 22. August 1557 Organist an der Kathedrale von Brescia.
- Claudio Merulo ist seit dem Jahr 1566 als Nachfolger von Annibale Padovano als erster Organist am Markusdom in Venedig tätig. Neben dieser offiziellen Tätigkeit tritt er regelmäßig in den Palazzi venezianischer Adliger auf, z. B. in der Ca' Zantani, die auch von Parabosco, Padovano und anderen Virtuosen frequentiert wird. 1579 bei der Hochzeit Francesco de’ Medicis mit Bianca Capello aus Venedig gehört Merulo zur venezianischen Gesandtschaft. 1579 erscheinen seine Madrigali a 4.
- Ludovico Zacconi, der dem Augustinerorden beigetreten war, wo er 1575 zum Priester geweiht wurde, hat im Jahre 1577 Studien an der Kirche des hl. Stephanus in Venedig aufgenommen und wird später von Andrea Gabrieli als Schüler angenommen.
- Gioseffo Zarlino, der bei Adrian Willaert in Venedig studiert hat, ist seit 1565 – in der Nachfolge von Cypriano de Rore – Kapellmeister am Markusdom in Venedig. Er hat diese Stelle bis zu seinem Ableben 1590 inne.

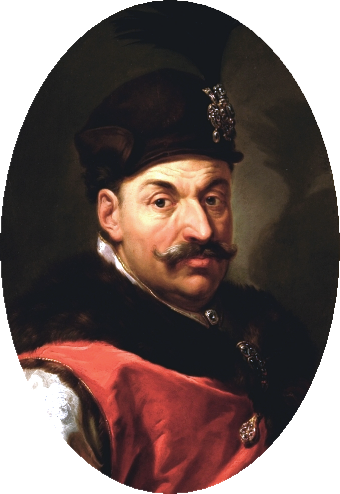
Stephan Báthory, König von Polen, Großfürst von Litauen, Fürst von Siebenbürgen

### Königreich Polen und Großfürstentum Litauen

#### Hofkapelle von Stephan Báthory
- Krzysztof Klabon, der seit 1565 Lautenist der königlichen Hofkapelle in Krakau war, ist von 1576 bis 1601, mit einer kurzzeitigen Unterbrechung durch den Italiener Luca Marenzio 1596, Direktor der königlichen Kapelle.

#### Krakau
- Wojciech Długoraj, möglicherweise ein Schüler von Valentin Bakfark, ist Lautenist im Dienste von Samuel Zborowski, mit dessen Hof er 1579 Polen verlassen muss. Er kommt im Bernhardinerkloster von Krakau unter.

### Königreich Portugal

#### Hofkapelle von Heinrich I.
- António Carreira ist seit der Thronbesteigung des 14-jährigen Königs Dom Sebastiaõ 1568, Kapellmeister und Magisterio in Lissabon. Es ist nicht genau bekannt, aber wahrscheinlich, dass es zu dieser Zeit mindestens zwei Kapellen gibt, eine für den König und eine für Dona Catarina bzw. für Dom Henrique, denn es gibt zwischen 1562 und 1580 neben Carreira noch einen zweiten Kapellmeister: den Flamen Rinaldo del Mel. Nach dem tragischen Verschwinden des Königs Dom Sebastiaõ 1578 nach der Schlacht von Alcácer-Quibir bleibt Carreira auch unter der Regierung von Heinrich I. Kapellmeister der Königlichen Kapelle in Lissabon.
- Rinaldo del Mel, der in Mechelen lebte und seit dem 3. März 1562 Mitglied der Singschule der Kathedrale Saint-Rombaud war, hat seine Heimat verlassen und wirkt vermutlich seit 1572 am königlichen Hof in Lissabon als maestro unter König Sebastian I. und König Heinrich I.

### Königreich Spanien

#### Hofkapelle von Philipp II.
- Philippe Rogier, der seine erste musikalische Ausbildung an der Kathedrale seiner Geburtsstadt Arras erhalten hatte, ist 1572 mit Gérard de Turnhout – seit 1571 Kapellmeister der capilla flamenca des spanischen Königs Philipp II. – und anderen jugendlichen Sopranisten nach Madrid gereist und wurde am dortigen Königshof eingeführt. In Madrid kann er in den folgenden Jahren als jugendlicher Sänger seine musikalische Ausbildung vervollständigen.
- Gérard de Turnhout, der seit 1562 an der Liebfrauenkirche Antwerpen tätig war und hier seit 1563 die Position eines Musikmeisters (maître de musique) in der Nachfolge von Antoine Barbé bekleidete, ist seit 1572 Kapellmeister der Capilla flamenca von König Philipp II. von Spanien in Madrid. In diesem Amt bleibt er bis zu seinem Tod im September 1580.
- Cornelis Verdonck, der seine erste musikalische Ausbildung als Kapellknabe vermutlich an der Kathedrale Notre-Dame in Antwerpen unter Gérard de Turnhout bekam, gelangt im Zuge der Anwerbung von Sängerknaben für die Capilla flamenca zusammen mit Philippe Rogier im Jahr 1572 nach Madrid an die Hofkapelle des spanischen Königs Philipp II., wo er für etwa acht Jahre bleibt.

#### La Seu d’Urgell
- Joan Brudieu, der 1578 die Stelle des Kapellmeisters in Santa Maria del Mar in Barcelona angetreten hatte, kehrt im Jahr 1579 nach La Seu d’Urgell zurück, wo er wieder als Musiker an der Kathedrale eingesetzt wird.

#### Segovia
- Sebastián de Vivanco, der wahrscheinlich seine musikalische Ausbildung ebenso wie sein etwas älterer Zeitgenosse Tomás Luis de Victoria an der Kathedrale von Ávila erhielt und seine erste bekannte Stelle als Kapellmeister der Kathedrale von Lérida hatte, ist seit 1576 Kapellmeister an der Kathedrale von Segovia.

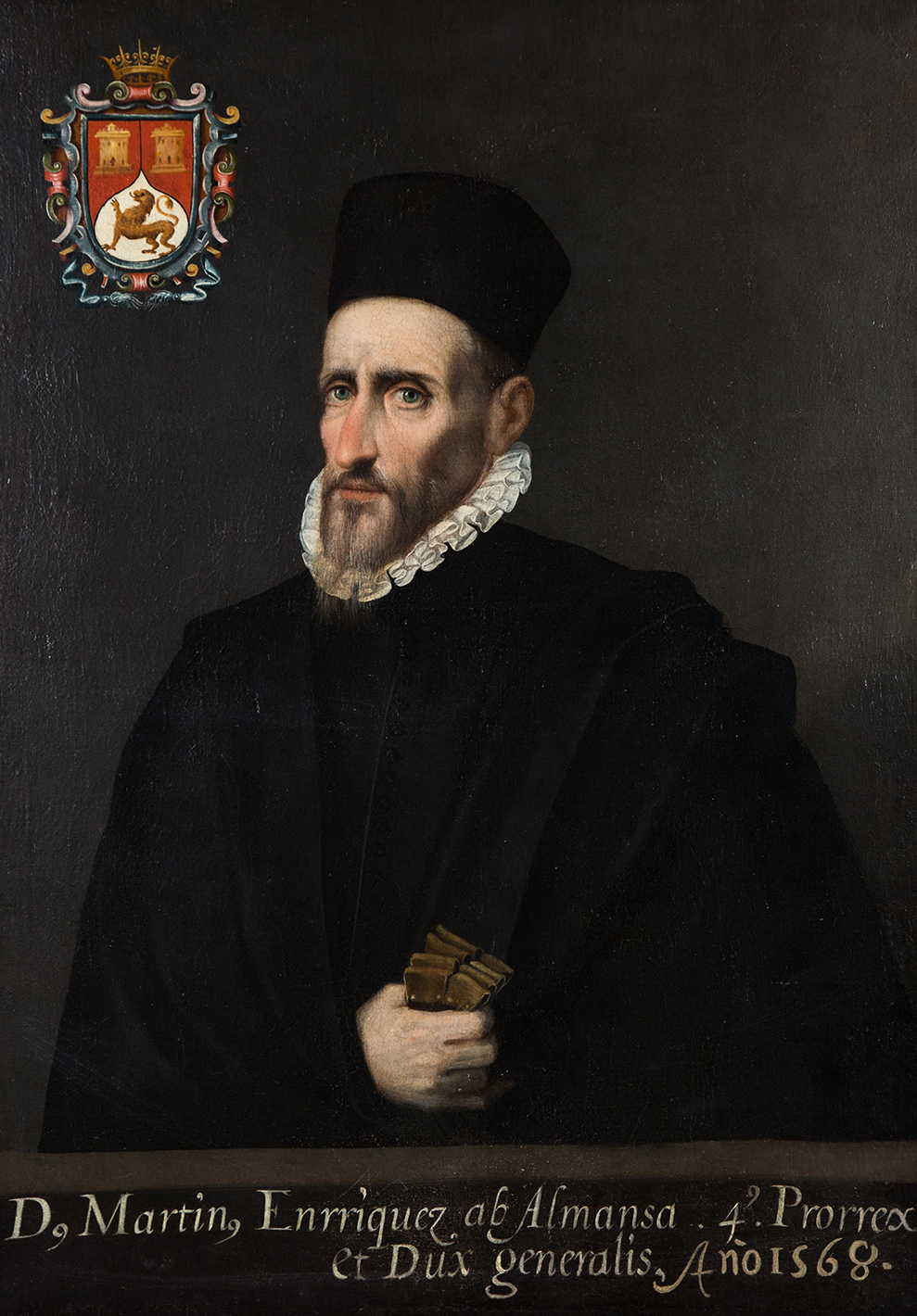
Martín Enríquez de Almansa, Vizekönig von Neuspanien

#### Sevilla
- Francisco Guerrero ist seit 1574 Kapellmeister an der Kathedrale von Sevilla.
- Alonso Mudarra ist seit dem 18. Oktober 1546 Kanoniker an der Kathedrale von Sevilla. In dieser Stadt hat er einen bedeutenden Einfluss auf das Musikleben und bleibt dort noch 34 Jahre bis an sein Lebensende. Zu seinen Aufgaben an der Kathedrale gehört die Leitung aller musikalischen Aktivitäten. Hierzu gehören die Beauftragung von Instrumentalisten, der Kauf und die Leitung des Aufbaus einer neuen Orgel und die enge Zusammenarbeit mit Komponisten für die vielfältigen festlichen Anlässe.

#### Tarragona
- Nicasio Zorita, der 1578 noch in Valencia wirkte, wird in diesem Jahr zum Kapellmeister der Kathedrale von Tarragona ernannt. In diesem Amt bleibt er bis mindestens 1589.

#### Valladolid
- Esteban Daza, der 1576 sein Hauptwerk Libro de música herausgegeben hat, lebt in Valladolid.

### Vizekönigreich Neuspanien
- Hernando Franco, der – gemäß eines Beleges aus dem Jahr 1571 – maestro de capilla der Kathedrale von Santiago de Guatemala war und diesen Posten 1574 verlassen hat und nach Mexiko gegangen ist, hat seit 1575 die Stelle des maestro de capilla der neuen Kathedrale von Mexiko-Stadt.

## Vokalmusik

### Geistlich
- Costanzo Antegnati – erstes Buch der Messen zu vier Stimmen, Brescia: Vincenzo Sabbio
- Ippolito Baccusi – erstes Buch der Motetten zu fünf, sechs und acht Stimmen, Venedig: Francesco Rampazatto
- Joachim a Burck – Ein christlich Lied..., Mühlhausen: George Hantzsch
- Floriano Canale – Harmonica officia in triduo dominicae passionis... quaternis vocibus paribus, & plenis mutato tenore in cantum per octavum, Venedig: Antonio Gardano
- Johannes de Cleve – Cantiones seu harmoniae sacrae zu vier, fünf, sechs, sieben, acht und zehn Stimmen, Augsburg: Philipp Ulhard & Andreas Reinheckel
- Johannes Eccard – Missa super Mon coeur se recommande à vous zu fünf Stimmen: Noten und Audiodateien im International Music Score Library Project
- Placido Falconio – Psalmodia vespertina zu vier Stimmen, Brescia: Vincenzo Sabbio
- Eucharius Hoffmann – Vyff Geistliche olde Ostergesenge van der fröliken uperstandinge van den Doden unses Heren unde heilandes Jesu Christi zu vier Stimmen, Rostock: Augustin Ferber: Noten und Audiodateien im International Music Score Library Project
- Fernando de las Infantas – Sacrarum varii styli cantionum tituli Spiritus sancti zu sechs Stimmen, drittes Buch, Venedig: Girolamo Scotto Erben
- Orlando di Lasso
  - Anna, mihi dilecta, LV 646 zu vier Stimmen: Noten und Audiodateien im International Music Score Library Project
  - Missa Sesquialtera zu vier Stimmen, LV Anh.101: Noten und Audiodateien im International Music Score Library Project
  - Selectissimae cantiones, LV 1579.2, Nürnberg: Catharina Gerlach & Johann Bergs Erben: Noten und Audiodateien im International Music Score Library Project
  - Selectissimae cantiones, LV 1579.3, Nürnberg: Catharina Gerlach & Johann Bergs Erben: Noten und Audiodateien im International Music Score Library Project
- Philippe de Monte
  - Missa ad modulum Benedicta es zu sechs Stimmen, Antwerpen: Christophe Plantin
  - Sacrarum cantionum […] liber quintus zu fünf Stimmen, Venedig: Girolamo Scotto Erben
- Teodoro Riccio
  - 19 Magnificats zu vier, fünf, sechs und acht Stimmen, Königsberg: Georg Osterberger: Noten und Audiodateien im International Music Score Library Project
  - 6 Messen zu vier, fünf und sechs Stimmen, erstes Buch, Königsberg: Georg Osterberger: Noten und Audiodateien im International Music Score Library Project

### Geistlich und Weltlich
- Jacob de Brouck – 38 Cantiones tum sacrae tum profanae, Antwerpen: Christophe Plantin: Noten und Audiodateien im International Music Score Library Project

### Weltlich
- Ippolito Baccusi – drittes Buch der Madrigale zu sechs Stimmen, Venedig: Angelo Gardano
- Vincenzo Bellavere – Sparve ogni nume zu sechs Stimmen, in: Trionfo di musica di diversi, a sei voci: Noten und Audiodateien im International Music Score Library Project
- Nicolao Dorati – erstes Buch der Madrigale zu sechs Stimmen, Venedig: Angelo Gardano
- Giovanni Dragoni – drittes Buch der Madrigale zu fünf Stimmen, Venedig: Girolamo Scotto Erben
- Andrea Feliciani – Che nuova Cinthia e questa zu fünf Stimmen, in: Il primo libro de madrigali a 5 voci: Noten und Audiodateien im International Music Score Library Project
- Stefano Felis – erstes Buch der Madrigale zu sechs Stimmen, Venedig: Angelo Gardano
- Andrea Gabrieli – Sperar non si potea zu sechs Stimmen, in: Trionfo di musica á 6 voci. Libro primo, Venedig: Girolamo Scotto: Noten und Audiodateien im International Music Score Library Project
- Marc’Antonio Ingegneri – Il secondo libro di madregali a 4 voci, Venedig: Angelo Gardano: Noten und Audiodateien im International Music Score Library Project; darin:
  - Bramo veder un dì per mia vendetta zu vier Stimmen: Noten und Audiodateien im International Music Score Library Project
  - Canzon ottavo tono für vier Instrumente: Noten und Audiodateien im International Music Score Library Project
  - Canzon primo tono für vier Instrumente: Noten und Audiodateien im International Music Score Library Project
  - Mentre tu canti, io canto teco e moro zu vier Stimmen: Noten und Audiodateien im International Music Score Library Project
  - Quando da bei vostri occhi i dolci sguardi zu vier Stimmen: Noten und Audiodateien im International Music Score Library Project
  - Quando l'errante e stanco peregrino zu vier Stimmen: Noten und Audiodateien im International Music Score Library Project
  - La verginella e simile alla rosa zu vier Stimmen: Noten und Audiodateien im International Music Score Library Project
- Ondřej Chrysoponus Jevíčský – Bicinia nova, Prag: Georg Nigrinus
- Orlando di Lasso – Corona di Madrigali
- Leonhard Lechner
  - Newe Teutsche Lieder, Nürnberg: Katharina Gerlach, Johann Bergs Erben: Noten und Audiodateien im International Music Score Library Project
  - Che più d'un giorno zu fünf Stimmen: Noten und Audiodateien im International Music Score Library Project
  - Come nave ch'in mezzo all' onde sia zu fünf Stimmen: Noten und Audiodateien im International Music Score Library Project
  - Fato, fortuna, predistatio, caso ventura zu fünf Stimmen: Noten und Audiodateien im International Music Score Library Project
  - Mein einigs hertz, mit mir nit schertz zu drei Stimmen: Noten und Audiodateien im International Music Score Library Project
  - Mein hertz das brindt zu drei Stimmen: Noten und Audiodateien im International Music Score Library Project
  - Mein hertz und gmüt ist gar in lieb entzündt zu drei Stimmen: Noten und Audiodateien im International Music Score Library Project
  - Nach frauen gunst streb nit so sehr! zu drei Stimmen: Noten und Audiodateien im International Music Score Library Project
  - Noch lass ich mich nit krencken des Dichters zu drei Stimmen: Noten und Audiodateien im International Music Score Library Project
  - Wann ich gedenck der Stund 2 zu drei Stimmen: Noten und Audiodateien im International Music Score Library Project
  - Weil du so gantz, und gar mich thust verachten zu drei Stimmen: Noten und Audiodateien im International Music Score Library Project
- Giovanni de Macque – Madrigali a quattro, a cinque et sei voci, Venedig: Angelo Gardano
- Tiburtio Massaino – Trionfo di musica … libro primo zu sechs Stimmen
- Claudio Merulo
  - Madrigali a 4, Venedig: Angelo Gardano
  - Gelo hà madonna il seno e fiamma il volto, in: Corona de madrigali a 6 voci: Noten und Audiodateien im International Music Score Library Project
  - Tra pure nevi alme purpuree rose zu sechs Stimmen, in: Trionfo di musica á 6 voci. Libro primo, Venedig: Girolamo Scotto: Noten und Audiodateien im International Music Score Library Project
- Giovanni Maria Nanino – Erano capei d'oro zu fünf Stimmen: Noten und Audiodateien im International Music Score Library Project
- Benedetto Pallavicino – Il primo libro de madrigali zu vier Stimmen, Venedig: Angelo Gardano
- François Regnard – Poésies de Pierre de Ronsard et autres, Paris: Adrian Le Roy & Robert Ballard: Noten und Audiodateien im International Music Score Library Project; darin:
  - Las, je me plains zu vier Stimmen: Noten und Audiodateien im International Music Score Library Project
- Jakob Regnart
  - Der dritte Theyl Schöner Kurtzweiliger Teutscher Lieder zu drei Stimmen, Nürnberg 1579 und 1580
  - Ach Gott, ein grosse pein krencket das hertze mein zu drei Stimmen: Noten und Audiodateien im International Music Score Library Project
  - Ach weib, du böses kraut zu drei Stimmen: Noten und Audiodateien im International Music Score Library Project
  - Die arge welt hat sich gestelt zu drei Stimmen: Noten und Audiodateien im International Music Score Library Project
  - Bey dir muß ich mich aller freuden maßen zu drei Stimmen: Noten und Audiodateien im International Music Score Library Project
  - Du hast dich gegen mir gar freundlich zu drei Stimmen: Noten und Audiodateien im International Music Score Library Project
  - Du hast urlaub zu drei Stimmen: Noten und Audiodateien im International Music Score Library Project
  - Ein anders will ich wagen zu drei Stimmen: Noten und Audiodateien im International Music Score Library Project
  - Ein süßer traum mich thet zu drei Stimmen: Noten und Audiodateien im International Music Score Library Project
  - Es müht ir vil mein zugestanden glück zu drei Stimmen: Noten und Audiodateien im International Music Score Library Project
  - Gut ding muß haben weil zu drei Stimmen: Noten und Audiodateien im International Music Score Library Project
  - Ich hab ein lange zeit, Meidlein zu drei Stimmen: Noten und Audiodateien im International Music Score Library Project
  - Irs gleichen leb auff erden nicht zu drei Stimmen: Noten und Audiodateien im International Music Score Library Project
  - Jetz ists genug, ich werd nu klug zu drei Stimmen: Noten und Audiodateien im International Music Score Library Project
  - Kein stund, kein tag nit ist zu drei Stimmen: Noten und Audiodateien im International Music Score Library Project
  - O holdseliges bild zu drei Stimmen: Noten und Audiodateien im International Music Score Library Project
- Teodoro Riccio – 19 Magnificats for 4, 5, 6 and 8 Voices, Königsberg: Georg Osterberger: Noten und Audiodateien im International Music Score Library Project
- Melchior Schramm – Neuwe außerlesene Teutsche Gesäng zu vier Stimmen, Frankfurt am Main: Georg Rabe, Sigmund Feyrabend: Noten und Audiodateien im International Music Score Library Project
- Alessandro Striggio der Ältere – Mentre l’un polo zu acht Stimmen: Noten und Audiodateien im International Music Score Library Project

## Musiktheoretische Schriften
- Fernando de las Infantas – Plura modulationum genera quae vulgo contrapuncta appellantur super excelso gregoriano cantu, Venedig: Girolamo Scotto Erben: Noten und Audiodateien im International Music Score Library Project (ein Buch mit Kontrapunktübungen); darin:
  - Contrappunto 15 zu drei Stimmen: Noten und Audiodateien im International Music Score Library Project
  - Contrappunto 16 zu drei Stimmen: Noten und Audiodateien im International Music Score Library Project

## Instrumentenbau
- Lodewijk Thewes stellt 1579 ein Claviorganum fertig, das heute in London im Victoria and Albert Museum zu sehen ist. Es ist das erste erhaltene Tasteninstrument aus England und das erste erhaltene große Claviorganum.

## Geboren

### Geburtsdatum gesichert
- 02. Januar: Valentin Thilo der Ältere, lutherischer Theologe und Kirchenlieddichter († 1620)
- 25. Juli: Valerius Otto, deutscher Organist und Komponist († vermutlich 1612)
- 24. August (getauft): John Amner, englischer Komponist und Organist († 1641)[3]

### Geboren um 1579
- Gottfried Droste zu Vischering, Domkantor und Dombursar in Münster († 1652)
- Melchior Franck, evangelischer deutscher Komponist († 1639)

## Gestorben

### Genaues Todesdatum unbekannt
- David Peebles, schottischer Komponist (* unbekannt)[4]

### Gestorben um 1579
- Antonio Barré, italienischer Komponist, Kirchenmusiker und Musikverleger (* Anfang 16. Jahrhundert)